# Monster Buster Club
Monster Buster Club – francusko-kanadyjski serial animowany wyprodukowany przez Studio Marathon, znane również z seriali takich jak: Odlotowe agentki, Martin Tajemniczy i Team Galaxy – kosmiczne przygody galaktycznej drużyny. W Polsce emitowany od 2 czerwca 2008 do 18 września 2009 na kanale Jetix. 31 października powrócił na antenę Disney XD, tego dnia puszczono jeden odcinek na czas bloku halloweenowego 2009.

## Fabuła
Trójka dzieciaków, Chris, Danny i Sam, wraz ze swoją kosmiczną przyjaciółką zakładają klub Pogromców Potworów, aby bronić mieszkańców swojego miasta przed atakami kosmitów. Miastowo wygląda jak typowe przedmieścia, ale w rzeczywistości jest miejscem spotkań dla wszelakich kosmicznych najeźdźców z różnych części galaktyki. W tej sytuacji czworo przyjaciół łączy siły, aby utrzymać pod kontrolą przybyszów z kosmosu.

## Postacie

### Główne
- Cathy Smith – blondynka. Kosmitka z planety Rapsodia (przemienia się w człowieka) będąca członkiem MBC. Nie lubi gdy jej kuzyn Elton zagląda jej do myśli. Ma kombinezon w różowe paski, wielki talent aktorski i jej kości są elastyczne jak guma przez co pozwalają się wyginać i rozciągać, potrafi także dzięki oczom przesuwać przedmioty, jakby telekineza oczna. Cathy jest optymistką z dużym nadmiarem energii. Uwielbia pianko-żelki, wieszać papier toaletowy na ścianach i popcorn.
- Daniel „Danny” Jackson – brązowowłosy chłopak, będący członkiem MBC. Posiada pluszaka o imieniu „Pan Misiowaty”. Ma kombinezon w czerwone paski. Zwykle ubrany jest w pomarańczowe spodnie i fioletową bluzę z kapturem. Jest również świetnym sportowcem. Jego nazwisko zostało ujawnione w odcinku Ciężkie życie dyrektora. Jest wraz z Sam najsilniejszym członkiem MBC.
- Chris – granatowowłosy chłopak, będący członkiem MBC. Chce udowodnić, że potrafi być gwiazdą drużyny. Początkowo nie chciał, aby jego brat był członkiem MBC, jednak po krótkim namyśle postanowili, że John zostanie jednak młodszym nieoficjalnym członkiem klubu. Ma kombinezon w niebieskie paski. Uwielbia komputery i książki. Nie cierpi w-fu.
- Sam – brązowowłosa dziewczyna, będąca członkiem MBC. Boi się pająków. Ma kombinezon w żółte paski. Bardzo dobrze walczy i często przewodzi na misjach (oficjalnie nie jest przywódcą gdyż to niezgodne z zasadami).

### Drugoplanowe
- John – młodszy brat Chrisa. Jest bardzo mądry,  chce należeć do MBC. W odcinku 11 Pogromcy kosmitów został przywódcą grupy podobnej do MBC.
- Wendy – dziewczyna uczęszczająca do tej samej szkoły co MBC. Bardzo nie lubi Danny’ego choć on jest w niej zakochany. Ma psa wabiącego się Matis. Jest egoistką.
- Jeremy – chłopak uczęszczający do tej samej szkoły co MBC. Nosi okulary. Jest zakochany w Cathy po uszy. Zawsze gdy ją widzi robi się cały czerwony jak burak.
- Mark – chłopak uczęszczający do tej samej szkoły co MBC. Jest bardzo bogaty, co widać w wielu odcinkach. Lubi przedrzeźniać Danny’ego i jest jego rywalem w zdobyciu serca Wendy. Podoba mu się Wendy i chce za wszelką cenę ją zdobyć. Jest egoistą.
- Ralph – chłopak uczęszczający do tej samej szkoły co MBC. Jest kolegą Marka. Lubi Cathy.
- Roy – chłopak uczęszczający do tej samej szkoły co MBC. Jest kolegą Marka. Jest gruby.
- Pan Smith – dziadek Cathy. Również kosmita. Przylatuje wraz ze swą wnuczką na Ziemię z planety Rhapsodia. Ma około 3500 lat.
- Pan Faster – nauczyciel czwórki przyjaciół, nie wierzy w życie poza Ziemią co bardzo złości Cathy.
- Pani Rowlins – dyrektorka szkoły w Miastowie. Myśli, że jest generałem, a jej uczniowie żołnierzami. Jest zakochana w dziadku Cathy.
- Pan Bitty – właściciel supermarketu w Miastowie. Dotąd występuje w odcinkach Kosmiczny wyścigowiec, Gumowa Zemsta, Oto panna młoda i Atak śmiechu.
- Pan Bernie – ojciec Ralpha i właściciel salonu z samochodami. Występuje w dwóch odcinkach.
- Komandor – należy do władz galaktycznych. Informuje MBC o niektórych kosmitach. Kosmici złapani przez MBC lądują u niego w więzieniu.
- Inni członkowie MBC:
  - Elton – kuzyn Cathy. Również kosmita. Umie czytać w myślach ludzi i kosmitów problemy ma jednak z robotami. Całował się z Cathy gdy tamta miała „tylko” 671 lat (a on sam „ledwie” siedemset). W odcinku „Koniec wszystkiego” był chwilowym członkiem MBC. Ma kombinezon w zielone paski.
  - Zithorn – kosmita, wysłany do MBC w odcinku 25 razem z Nosidą i Futchem. Ciągle się komunikował przez swój komunikator z Komandorem i śledził Nosidę. MBC myśleli, że on jest podejrzany.
  - Futch – kosmita, wysłany do MBC w odcinku 25 razem z Nosidą i Futchem.
- Dudo – kosmita którego zadaniem było chronić cesarza podobnego do Chrisa, a później księżniczki o zapachu podobnym do zapachu Sam. Dudo ostrzegł Chrisa przed kosmitą pragnącym na nim zemsty – Crungerem i Sam przed szukającym księżniczkę Thunderchunkrem. W szkole sprawiał trochę kłopotów. Występuje w odcinkach „Ciężkie życie cesarza” oraz „Księżniczka Sam”. Umie unieruchamiać ludzi i kosmitów.

## Wrogowie
1. Kleszczoboty – roboty, które mają długie szczypce zamiast rąk, prawdopodobnie stąd wzięła się ich nazwa. Za cel przyjęły sobie porwanie kuzyna Cathy – Eltona, aby wykorzystać jego zdolność czytania w myślach dla własnych celów. Ów kuzyn jednak wykorzystał swoją moc do czytania w myślach Klubu Pogromców Potworów. Zdenerwowany Klub zaczął walczyć ostro, a Chris, który marzył, by zostać bohaterem, pokonał przywódcę tych robotów i uratował świat. Kleszczoboty po raz pierwszy zaatakowały w szkole bohaterów, ale pokonała ich Sam. Wrócili ponownie i wtedy udało im się porwać kuzyna do starej fabryki. Właśnie tam zostały ostatecznie zniszczone przez Klub, a dokładniej przez Chrisa. Zaatakowały MBC ponownie w 25 odcinku (Nasłane przez Nosidę).
2. Oktobory (Jenny i jej babcia) – ośmiornicopodobne kosmitki. Na Klub napadła babcia, będąca oktoborem. Czwórka przyjaciół jednak pokonała ją. Wkrótce do Miastowa przybyła nowa uczennica Jenny, która okazała się oktoborem, wnuczką tego samego aliena, którego schwytał Klub. Wnuczka chciała uwolnić babcię, ale jej się nie udało – obie oktoborki zostały schwytane za pomocą Johna. Język, z którego oktobory korzystają na swojej planecie nazywa się bohomazy. Te alieny wyglądają jak latające kałamarnice – babcia oktobor była niebieska i duża, a wnuczka trochę mniejsza i żółta. Oktobory śmieją się jak szaleńcy. Potrafią przybierać różne formy i wygląda, na przykład człowieka czy Marsjanina. Zostały pokonane przez Johna. W odcinku 45 i 46 Shadows of Octovores uciekają i ponownie atakują MBC.
3. Zającoloty i Żółwiony – kosmici, którzy są zającami i żółwiami którzy toczyli ze sobą wojnę. Pan Smith miał być ich negocjatorem.
4. Pytonor Zjadacz (Tina) – pewnego dnia Sam i Cathy miały zająć się malutkim niemowlakiem, blondwłosą dziewczynką Tiną. Szybko się okazało, że Tina nie jest człowiekiem, tylko kolejnym alienem. Je wszystko, metal, kamień i plastik, ale nie może zjeść jednego – krakersów. Krakersy powodują bowiem u niej wściekłość i chęć zjedzenia wszystkiego na świecie. Przez przypadek Sam podała Tinie krakersy. Rozzłoszczone dziecko zaczęło pochłaniać wszystko w mieście, ale powstrzymali ją Monster Buster Club. Nie na długo jednak – Tina ruszyła do szkoły, gdzie odbywał się jarmark. Pożerała wszystkie babeczki i ciasteczka klubu! Na szczęście Sam pokonała Tinę, podając jej ciasteczko bez smaku.
5. Klejak (Glutin) – któregoś dnia Cathy przeskrobała coś u pana Fastera, więc dostała odsiadkę od pani dyrektor w klasie pana Glutina. Idąc do tej klasy Glutin zaatakował ją. Okazało się, że jest klejakiem i porywa Rhapsodian, którzy pracują u niego za darmo przez wiele lat. Jednak Cathy dała radę uciec. Nadszedł następny dzień. Opowiedziała wszystko swoim przyjaciołom. Chris starał się dostać odsiadkę, ale nie udało mu się to, zaś karę dostała Sam. Gdy Sam i Cathy odsiadywały karę, zostały zaatakowane przez Glutina. Wtedy Chris i Danny, rzucili bombę gazową, która przez chwilę obezwładniła Glutina. Jednak uciekł. Ale MBC dało mu radę. Pokonała go Cathy. Powrócił w 38 odcinku ponownie pokonany przez Cathy.
6. Bagnołaz (Akondrolldraken Piąty) – szczuropodobny kosmita. Stworzył armię psów na wygląd podobnych do Matisa, psa Wendy, aby odcięli prąd w Miastowie i porwali ludzi aby wymienić ich na kosmitów. Stało się tak gdy Danny oddał Matisa do ośrodka tresury. Sam pokonała Akondrolldrakena Piątego, a Psie Roboty pokonane przez Chrisa i Cathy.
7. Sekatorniki/Szczypcoboty – roboty, które mają sekatory zamiast rąk, prawdopodobnie stąd wzięła się ich nazwa. Próbują ściąć wszystkie rośliny na Ziemi, ale głównie chciały dorwać Króla Kwiatów, zwanego Petalia Trzynasty (też jest kwiatem), który rządzi 17 planetami, 2 księżycami i 1 asteroidą. MBC ma nową misję: chronić Petalię. Tymczasem Jeremy chciał zaimponować Cathy i dać jej kwiaty, więc znalazł Petalię i wziął go. Wtedy w szkole pojawiła się Cathy i znalazła Pentalię w swojej szkolnej szafce. Wtedy Sekatorniki dopadły Petalię i chciały go ściąć, jednak MBC pokonało je, a dokładniej Sam. Powracają w 48 odcinku nazywane Szczypcobotami. Wtedy Petalia już nie był królem ale nadal rządził 17 planetami, 2 księżycami i jedną asteroidą. Okazało się, że za drugim razem Szczypcoboty pracowały dla Petali. Szczypcoboty zostały pokonane przez Cathy, a Petalia przez Chrisa. Szczypcoboty zostały przeprogramowane by służyć Cathy.
8. Latający Holendrzy – kosmici, którzy założyli zespół rockowy i podczas koncertu zahipnotyzowali kilku nastolatków z Miastowa (nawet Danny’ego), aby obrabowali wszystkie sklepy w Miastowie. MBC zrozumiało, że musi zrobić z siebie zespół, wystąpić, założyć własną stronę internetową, a fani gdy wejdą na tę stronę zostaną odhipnotyzowani. Pokonani przez Chrisa i Cathy. W odcinku Dutchmen strike back uciekają z więzienia i mszczą się na MBC.
9. Pancerklejak (Brian) – w szkole pojawił się nowy chłopak o imieniu Brian, który jest świetnym sportowcem. Danny od samego początku go nie lubił, ponieważ zakochała się w nim Wendy, a Mark stał się jego kumplem. Jednak okazało się, że Brian jest pancerklejakiem i że jest ich aż czterech. Pokonani przez Danny’ego.
10. Gadzi Transformer (Wedge) – jaszczuropodobny kosmita. Rywal Stanleya Kamińskiego. Stanley chciał z Chrisa zrobić gwiazdę. Cathy dostała rolę Julii w szkole w przedstawieniu „Romeo i Julia”. Wtedy Wedge dorwał Sam i Danny’ego i powiedział im, że dorwie ich zespołową gwiazdę. Sam i Danny myśleli że ofiarą może być Chris albo Cathy. Podczas przedstawienia Cathy, bronili ją Sam i Danny, ponieważ Chris od kiedy stał się gwiazdą był zarozumiały. Gdy MBC przegrywało zjawił się Chris i pokonał Wedge’a.
11. Mroczni Transformerzy (Charlie, Cori, Clarissa) – kosmici, którzy założyli własny klub pogromców kosmitów. Chcieli by John był ich przywódcą. Nasłali na MBC wszystkich kosmitów, których złapali, a ci kosmici pojmali ich do statku kosmicznego. Pokonał ich John.
12. Hipnoortodont (Gilbert) – jajopodobny kosmita, który pochodzi z planety Bagrad 13. Swymi hipnoortodontowymi zębami zahipnotyzował Sam, Wendy, Jeremy’ego, Marka, Ralfa i Roya, żeby kradli z księgarń komiksy i dostarczali mu je. Powrócił w 47 odcinku. Jego matka wysłała prezent dla MBC, który jest zabawką, nakładaną na nos. Znalazła ją Wendy i nałożyła na nos Matisa, który strzelał promieniem z nosa. Każdy trafiony zaczął się śmiać. Danny odwrócił działanie nosa.
13. Adison Single (Glob Zimne Serce) – dawny wróg MBC zamieniony w kamień. Później został ożywiony przez co niszczył Miastowo i zamieniał członków MBC w kamienie. Chciał, aby Miastowo było zamieszkane wyłącznie przez kosmitów. Jego synem jest Nosida.
14. Wielooki Transformer (Robotnik) – kosmita, który chciał wciągnąć do odkurzacza całe miasto, a rury ściekowe miały służyć jako wąż od odkurzacza. MBC pokonało go, konkretnie Chris.
15. Błyskawiczny Transformer (Ścigacz) – kosmita, który biegał z szybkością naddźwiękową i kradł różne rzeczy, aby zarobić pieniądze. Później MBC kazali mu oddać skradzione rzeczy i zatrudnili go, aby pomógł wykonać za nich pracę.
16. Święty Mikołaj (Bingo) – kosmita, który przebrał się za świętego Mikołaja i dał paru dzieciom prezenty, które porwały je i chciał by dzieci pracowały w jego fabryce.
17. Insektoid (Generał Wesz) – kosmiczny robal, który chciał aby jego armie i królowa kosmicznych robali przejęły Miastowo. Został pokonany przez śmiech pani Rowlins.
18. Szczuroid (Glour Lé Lamour) – myszopodobny kosmita, który chciał wykraść kamień zapomnienia z domu Pana Smitha. Jest niezdarą, ale wyposażony jest w kombinezon i ekwipunek szpiega. Przez kamień zapomnienia Chris zapomniał o MBC i kim jest.
19. Hakowaty (Robot) – robot który zaatakował MBC na biwaku w górach. Chciał zabrać MBC kwiat, dający wielką energię. Nie chciał podbić Ziemi – zależało mu na lataniu. Nosił strój chimerokształtnego stwora. MBC rozwiązało problem, dając mu latający materac pana Smitha.
20. Zentorianin (Chrupacz) i jego roboty – kosmita który wygląda jak pies z zębami krokodyla. Pochodzi z rasy która kradnie od innych bo sami nie umieją nic zrobić. Kiedyś ukradli stację kosmiczną, a później chmurę kradnącą budynki. Kosmita ten chciał ukraść szkołę z dyrektorem Dannym. Transformował się w Wendy i zaatakował Danny’ego. Jego roboty są kradzione. Najpierw zaatakował nimi Danny’ego, a później resztę MBC. Pokonany przez Danny’ego, a roboty przez Sam.
21. Szlabunoga (Olskar) – kosmita który wciągnął MBC do gry w Dżungle. Stawką jego gry był rynek, gdzie znajdowało się boisko jego gry. Pokonał Sam, Chrisa i Cathy. W grze pokonany przez Danny’ego.
22. Żaboid (Herbtilious) – żabopodobny kosmita, który chciał zemścić się na kucharzu Hénrym, który miał zastępstwo za pana Fastera. Przekonał ziemskie żaby do współpracy. Pokonany przez Chrisa. Powrócił w odcinku 37.
23. Outcracker i Kameroboty – Outcracker został zaproszony na Ziemię przez Cathy. Przyleciał on z Kamerobotami i filmował szkołę. Do szkoły dodał żywy automat, który zaatakował Marka. Kameroboty pod jego władzą zaczęli strzelać laserem w stronę MBC, Gdy Wendy z Mathisem latali balonem, Outcracker usunął podłogę spod nóg Wendy. Później Outcracker i Kameroboty zaatakowały MBC, członkowie MBC wysłali na bitwę swoje hologramy które, ustawiły się za Outcrackerem i zniszczyły mu urządzenie dowodzące jego robotami. On i jego roboty pokonani przez wszystkich członków MBC.
24. Nosida – syn Adisona Single, założyciela Miastowa (Single Town). W odcinku 25 i 26 maskował się jako Doradca i dawał Jeremiemu prezenty dla Cathy, które okazały być się podpuchą. Pokonali go wszyscy razem z Eltonem. Chciał spełnić sen ojca, chcąc wybrać Ziemię na planetę, którą zamieszkują wszyscy kosmici.
25. Crunger – jednooki kosmita. Kiedyś pokonał go cesarz podobny do Chrisa, a on pragnął zemsty. Więc Dudo go chronił przed Crungerem. Crunger został pokonany przez Chrisa.
26. Aghar – rekinopodobny kosmita który chciał zrobić eliksir niewidzialności aby móc kraść wiele cennych rzeczy. Brakowało mu wapna dlatego w markecie ukradł mleko i uciekł MBC. John zrobił urządzenie które, najpierw gdy porażony nim kłamał robił ćwiczenia, gdy drugi raz mówił prawdę nie kłamiąc. Aghar wlazł do sali lekcyjnej MBC i został pokonany przez Johna.
27. S2 i D34 – kosmita zaatakował MBC, jednakże Sam i Danny nawalili. Komandor przysłał dwóch nowych członków MBC S2 i D34 (Sam 2 Danny 34), którzy mieli kombinezon we fioletowe paski, schwytali oni kosmitę. Okazało się, że chcą oni pozbyć się Sam i Danny’ego, lecz przez nich zostali pokonani.
28. Bakumblianie – kosmici którzy są gumami do żucia. Na ziemię przylecieli statkiem przypominającym automat z gumami do żucia. Danny żuł jedną z gum, pobił rekord Marka. Roy i Ralph kupili te gumy. Gdy Danny wyrzucił jedną z gum, okazało się, że te gumy to kosmici. W domu Marka zaatakował ich gumowy potwór. John ochłodził klimat w domu Marka, a kosmici zamienili się w gumy do żucia. MBC dało im nowy dom w kosmosie.
29. Krog – kosmita, który uważał, że jego jedyną miłością jest pani Rollins.
30. Jellyfish – prowadzi galaktyczną pogodę. Posiada Meduzę. Chciał ją nakarmić przedmiotami z Miastowa. Pokonany przez Cathy.
31. Dziadek Oktobor – jest dziadkiem Jenny i mężem jej babci (Oktoborów które zaatakowały MBC w drugim odcinku). Pokonany przez Cathy.
32. Jaszczur – od razu, gdy zaatakował MBC, dał się złapać. Gdy Danny analizował go na komputerze, Jaszczur uciekł z pojemnika i zamienił się ciałem z Dannym. Roy i Ralf wzięli go za ich jaszczurkę i uwięzili w klatce. Chcieli z nim występować w cyrku. Natomiast Jaszczur w ciele Danny’ego przed wszystkimi się popisywał i próbował dostać się do portalu, aby wziąć w posiadanie pewien kwiat. Raz zahipnotyzował Cathy, żeby mu otworzyła. Pod koniec, gdy MBC tam dotarli, Danny i Jaszczur powrócili do swych ciał.
33. Zjadacz (Pizmo)
34. Bestia – obserwował Cathy z dystansu.
35. Bakon i jej potomstwo – Pająkopodobni kosmici. Mama potomstwa chciała zabrać planetę Nebulak na której przebywał pan Smith. Jej potomstwo wykluło się z jaja. Pokonani przez MBC.
36. Spoilery – Przez nagranie na kamerze całe miasto dowiedziało się o MBC. Komandor jako karę rozwiązał MBC. Przez brak klubu Spoilery zaatakowały Miastowo. Sam i Danny zmienili przeszłość i nikt oprócz tych co wiedzieli o klubie już o nim nie pamiętał, a ataku Spoilerów nie było.
37. Numbarianka (Mimi) – chciała poślubić Fastera. Nie znosi gdy ją ktoś oszukuje oraz dźwięków alarmu przeciwpożarowego i instrumentów dętych. Pokonana przez Chrisa. Później doręczyła za Cathy paczkę.
38. Nuba – tarczą słoneczną spowodował zaćmienie księżyca i z Miastowa postanowił zrobić klub dyskotekowy. Chris i Danny pokonali go tańcząc za szybko, co spowodowało, że serwer się przeciążył.
39. Sprzątacz (Pan Długi Nos) – pochodzi z plemienia które na Ziemi założyło piramidy. Zaczął sprzątać w Miastowie. Śmieci ustawiał na wzór trójkąta równobocznego. Pokonany przez Sam. Został wysłany na najbrudniejszą planetę przez MBC.
40. Moochie
41. Morak
42. Thunderchunker (czyt. Tunderhunker) – świniopodobny kosmita. Do szukania kogoś używa zmysłu węchu. Przez to że nie spotkał się z księżniczką chciał nasłać na Ziemię inwazję Thunderchunkrów. Pokonany przez Sam. Po rozmowie z księżniczką Thunderchunkrów odwołał inwazję.
43. Wirus – nagle baza MBC wyleciała w powietrze i rozpoczęła stan kwarantanny. Nie mogli wrócić na Ziemię, gdyż wszyscy mieli wirusy. Pan Smith zdejmował każdego z nich, po tym, jak każdy przypominał sobie jego rolę w MBC. Cały serial sobie przypominali. Nie dało się zdjąć wirusa z Cathy, więc musiała odlecieć na Rapsodię. Jednak Chris, Danny i Sam ją powstrzymali. Cathy zmieniła postać w Rapsodiankę i wirus z niej odskoczył. Pokonany przez wszystkich członków MBC.

## Wersja polska
Opracowanie: na zlecenie Jetix – IZ-Text Katowice

Dźwięk i montaż: Iwo Dowsilas

Tekst polski: Agnieszka Klucznik

Reżyseria: Ireneusz Załóg

W polskiej wersji wystąpili:
- Anita Sajnóg –
  - Cathy,
  - Korso,
  - Pani Rowlins
- Marek Rachoń – Chris
- Izabella Malik –
  - Danny,
  - Dudo,
  - D34
- Agnieszka Wajs –
  - Sam,
  - S2
- Magdalena Korczyńska –
  - John,
  - Mark,
  - Wendy,
  - Jenny/Oktobor,
  - Clarissa/Mroczny Transformer
- Agnieszka Kwietniewska – Elton
- Wiesław Sławik –
  - Pan Smith,
  - Pan Faster,
  - Cori/Mroczny Transformer,
  - Adam Single/Pomnik,
  - Glour Lé Lamour,
  - Nauczyciel Wychowania Fizycznego
- Dariusz Stach –
  - Ralph (odc. 1-16, 21-52),
  - Glutin/Klejak,
  - Brian/Pancerklejak,
  - Wedge/Gadzi Transformer,
  - Chrupacz/Zentorianin (odc. 21),
  - Roboty Chrupacza (odc. 21)
- Ireneusz Załóg –
  - Roy,
  - Ralph (odc. 17-20),
  - Jeremy,
  - Stanley Kamiński,
  - Gracz/Szlabunoga (odc. 22)
- Piotr Polak –
  - Charlie/Mroczny Transformer,
  - Gilbert/Hipnoortodont,
  - Ścigacz/Błyskawiczny Transformer,
  - Generał Wesz/Insektoid

i inni

## Odcinki
- Serial był emitowany w Polsce na kanale Jetix od 2 czerwca 2008 do 18 września 2009.
- Premiery w Polsce:
  - Odcinki 1-10 – 2 czerwca 2008 roku,
  - Odcinki 11-20 – 7 lipca 2008 roku,
  - Odcinki 21-30 – 3 listopada 2008 roku,
  - Odcinki 31-40 – 6 kwietnia 2009 roku,
  - Odcinki 41-52 – 1 lipca 2009 roku.
- 5 pierwszych odcinków zostało udostępnionych od 20 maja do 1 czerwca 2008 roku w serwisie VOD na stronie Jetix.pl.
- Tytuł odcinka 5. pochodzi z serwisu VOD, gdyż w trakcie odcinka nie został on podany.

### Spis odcinków
| Premiera odcinka | N/o | Polski tytuł                           | Angielski tytuł                    |
| ---------------- | --- | -------------------------------------- | ---------------------------------- |
|                  |     |                                        |                                    |
| Seria pierwsza   |     |                                        |                                    |
|                  |     |                                        |                                    |
| 03.06.2008       | 01  | Wiem, co masz na myśli                 | Mind Reader                        |
|                  |     |                                        |                                    |
| 02.06.2008       | 02  | Szkolna gwiazda                        | Popular Kids                       |
|                  |     |                                        |                                    |
| 04.06.2008       | 03  | Pomyłka                                | Wrong Number                       |
|                  |     |                                        |                                    |
| 05.06.2008       | 04  | Przekąska                              | Snack Time                         |
|                  |     |                                        |                                    |
| 06.06.2008       | 05  | (Niełatwo jest być łobuzem)            | The Trouble with Troublemaking     |
|                  |     |                                        |                                    |
| 09.06.2008       | 06  | Psie figle                             | Dog Daze                           |
|                  |     |                                        |                                    |
| 10.06.2008       | 07  | Król kwiatów                           | Flower King                        |
|                  |     |                                        |                                    |
| 11.06.2008       | 08  | Muzyczna bitwa                         | Battle of the Bands                |
|                  |     |                                        |                                    |
| 13.06.2008       | 09  | Wszyscy na scenę                       | Acting Out                         |
|                  |     |                                        |                                    |
| 12.06.2008       | 10  | Największy twardziel świata            | World’s Toughest Kid               |
|                  |     |                                        |                                    |
| 14.07.2008       | 11  | Kosmiczna Gwiazdka                     | Secret Santa                       |
|                  |     |                                        |                                    |
| 08.07.2008       | 12  | Bohaterowie z komiksu                  | Comic Book Heroes                  |
|                  |     |                                        |                                    |
| 07.07.2008       | 13  | Pogromcy kosmitów                      | Monster Beaters                    |
|                  |     |                                        |                                    |
| 11.07.2008       | 14  | Kosmiczny wyścigowiec                  | Aliens on the Fast Track           |
|                  |     |                                        |                                    |
| 15.07.2008       | 15  | Inwazja robaków                        | The Bugaboos                       |
|                  |     |                                        |                                    |
| 09.07.2008       | 16  | Pomnik antybohatera                    | Statue Of Limitations              |
|                  |     |                                        |                                    |
| 10.07.2008       | 17  | Co w rurach piszczy?                   | Pipe Dreams                        |
|                  |     |                                        |                                    |
| 16.07.2008       | 18  | Kamień zapomnienia                     | The Forget-Me-Stone                |
|                  |     |                                        |                                    |
| 18.07.2008       | 19  | Strach ma wielkie oczy                 | Trick Or Treat… Or Alien?          |
|                  |     |                                        |                                    |
| 17.07.2008       | 20  | Biwak                                  | Camping Out                        |
|                  |     |                                        |                                    |
| 03.11.2008       | 21  | Ciężkie życie dyrektora                | A Matter of Principals             |
|                  |     |                                        |                                    |
| 05.11.2008       | 22  | Bój się żaby                           | Beware of Frogs                    |
|                  |     |                                        |                                    |
| 06.11.2008       | 23  | Wielka galaktyczna wyprawa Outcrackera | Outcracker’s Badland Galaxy        |
|                  |     |                                        |                                    |
| 07.11.2008       | 24  | Koniec wszystkiego                     | The End of Everything              |
| 10.11.2008       | 25  | Koniec wszystkiego                     | The End of Everything              |
| Seria druga      |     |                                        |                                    |
| 14.11.2009       | 26  | Gumowa zemsta                          | Bubble Heads                       |
|                  |     |                                        |                                    |
| 11.11.2009       | 27  | Ciężkie życie cesarza                  | It’s Not Good To Be King           |
|                  |     |                                        |                                    |
| 12.11.2009       | 28  | Cała prawda                            | The Whole Truth                    |
|                  |     |                                        |                                    |
| 13.11.2009       | 29  | Nowi rekruci                           | The New Recruits                   |
|                  |     |                                        |                                    |
| 04.11.2009       | 30  | Trudna wygrana                         | Sore Winner                        |
|                  |     |                                        |                                    |
| 06.04.2009       | 31  | Ja Krog, Ty Rollins                    | Me Krog, You Rollins!              |
|                  |     |                                        |                                    |
| 07.04.2009       | 32  | Przelotne opady galarety               | Cloudy With A Change Of Jellynerps |
|                  |     |                                        |                                    |
| 08.04.2009       | 33  | Łamigłówka losu                        | The Destiny Puzzle                 |
|                  |     |                                        |                                    |
| 09.04.2009       | 34  | W jaszczurzej skórze                   | Lizard Tails                       |
|                  |     |                                        |                                    |
| 10.04.2009       | 35  | Maniak fitnessu                        | Fitness Freak                      |
|                  |     |                                        |                                    |
| 15.04.2009       | 36  | Bestia w przebraniu                    | The Beast Within                   |
|                  |     |                                        |                                    |
| 16.04.2009       | 37  | Żaby w kosmosie                        | Frogs In Space                     |
|                  |     |                                        |                                    |
| 17.04.2009       | 38  | Lepkie łapy                            | Sticky Situation                   |
|                  |     |                                        |                                    |
| 20.04.2009       | 39  | Najdziwniejsze stwory galaktyki        | Galaxy’s Strangest Creatures       |
|                  |     |                                        |                                    |
| 21.04.2009       | 40  | Numer ze znikaniem                     | Disappearing Act                   |
|                  |     |                                        |                                    |
| 01.07.2009       | 41  | Planetarne podchody                    | Keep Your Eye on the Nebulak       |
|                  |     |                                        |                                    |
| 02.07.2009       | 42  | Słynna Czwórka                         | Famous Four                        |
| 03.07.2009       | 43  | Słynna Czwórka                         | Famous Four                        |
|                  |     |                                        |                                    |
| 06.07.2009       | 44  | Oto panna młoda                        | Here Comes the Bride               |
|                  |     |                                        |                                    |
| 07.07.2009       | 45  | Taniec w ciemnościach                  | Dancing in the Dark                |
|                  |     |                                        |                                    |
| 08.07.2009       | 46  | Wielkie porządki                       | Clean Sweep                        |
|                  |     |                                        |                                    |
| 09.07.2009       | 47  | Atak śmiechu                           | Laugh Attack                       |
|                  |     |                                        |                                    |
| 10.07.2009       | 48  | Król tańca                             | Gotta Dance                        |
|                  |     |                                        |                                    |
| 13.07.2009       | 49  | Na cały głos                           | The Sound of Moochie               |
|                  |     |                                        |                                    |
| 14.07.2009       | 50  | Ludzkie sztuczki                       | Silly Human Tricks                 |
|                  |     |                                        |                                    |
| 15.07.2009       | 51  | Księżniczka Sam                        | Princess Sam                       |
|                  |     |                                        |                                    |
| 16.07.2009       | 52  | Żegnaj Ziemio                          | Goodbye Earth                      |
|                  |     |                                        |                                    |